# George Fant
George Fant (11. juli 1916 i Stockholm – 21. februar 1998) var en svensk skuespiller. Hans søn Christer (født 1953) er også skuespiller.